# (5265) Schadow
(5265) Schadow es un asteroide perteneciente al cinturón de asteroides, descubierto el 24 de septiembre de 1960 por Cornelis Johannes van Houten en conjunto a su esposa también astrónoma Ingrid van Houten-Groeneveld y el astrónomo Tom Gehrels desde el Observatorio del Monte Palomar, Estados Unidos.

## Designación y nombre
Designado provisionalmente como 2570 P-L. Fue nombrado Schadow en honor a Johann Gottfried Schadow escultor alemán clásico. Su escultura más conocida es la Cuadriga en la Puerta de Brandeburgo en Berlín.

## Características orbitales
Schadow está situado a una distancia media del Sol de 3,176 ua, pudiendo alejarse hasta 3,533 ua y acercarse hasta 2,820 ua. Su excentricidad es 0,112 y la inclinación orbital 5,742 grados. Emplea 2068,18 días en completar una órbita alrededor del Sol.
Los próximos acercamientos a la órbita de Júpiter se producirán el 24 de octubre de 2108, el 7 de junio de 2119 y el 3 de febrero de 2130, entre otros.

## Características físicas
La magnitud absoluta de Schadow es 13,2. Tiene 10 km de diámetro y su albedo se estima en 0,094.